# Stéphane Arguillère
Stéphane Arguillère, né le 10 juillet 1970 à Harfleur, est un professeur agrégé de philosophie, spécialiste de la philosophie bouddhiste tibétaine et, plus particulièrement, de la philosophie liée à l'école Nyingma, au Dzogchen et de la pensée de Gorampa. Il est professeur des universités en langue et civilisation tibétaines à l'Institut national des langues et civilisations orientales (Inalco, Paris) depuis 2021.

## Biographie
Stéphane Arguillère est né le 10 juillet 1970 à Harfleur en Seine-Maritime. Après une scolarité au Havre, il étudie la philosophie à la Sorbonne (Paris IV) et le tibétain à l’Inalco.
Il se tourne vers le bouddhisme dès son adolescence et suit plusieurs maîtres tibétains, notamment Nyoshül Khen Rinpoché  et Chimed Rigdzin Rinpoché (en), deux grandes figures de l’école Nyingma du bouddhisme tibétain à la fin du XXe siècle. Il est parfois interprète de maîtres tibétains, notamment de manière régulière Yongdzin Rinpoché aussi appelé Lobpön Tendzin Namdak.
Agrégé de philosophie en 1992, il soutient une thèse de doctorat en 2002 à la Sorbonne sur le philosophie tibétain Longchen Rabjam (1308–1364), sous la direction de Michel Hulin.
Après vingt années d’enseignement dans divers lycées de Seine-Maritime, ayant soutenu une habilitation à diriger des recherches à l’EPHE, il est recruté en 2013 à l’Inalco comme maître de conférences en langue et civilisation tibétaines. Il est promu professeur des universités à l’Inalco en 2021.
Vers 2020, ses recherches se sont éloignées de la philosophie scolastique tibétaine qui était son domaine initial de spécialisation pour se concentrer sur l’histoire d’une tradition particulière du bouddhisme tibétain, les Trésors du Nord, objet d’un projet financé par l’Agence nationale de la recherche dont il est le coordinateur scientifique. Les recherches de l’équipe organisée autour de ce projet sont documentées par un blog académique et ont donné la matière de deux volumes de la Revue d’Études Tibétaines (n°62 et n°68).

### Ouvrages
- Profusion de la vaste sphère, Longchenpa, sa vie, son œuvre, sa doctrine. Peeters Publishers, Louvain, 2007  (ISBN 978-90-429-1927-3).
- Le vocabulaire du bouddhisme. Ellipses, Paris, 2002  (ISBN 272980577X).
- Matière vivante, éditions Pauvert, 2001.

### Traductions
- Mipham, L'Opalescent Joyau—Nor-bu ke-ta-ka, présenté et traduit par Stéphane Arguillère, 2004, Paris, Fayard[12].
- Nyoshül Khen Rinpoché, Le Chant d’Illusion, et autres poèmes, Introduction, notes et traduit par Stéphane Arguillère, 1999, Paris, Gallimard  (ISBN 2070755037)[2].
- Gorampa Sönam Sengge, La Distinction des Vues, traduction commentée du lTa-ba’i shan ‘byed ,Paris, Fayard, 2008[13].
- Co-traducteur (du tibétain) de : Dalaï-Lama, Comprendre la voie médiane — vacuité et interdépendance, Padmakara, Plazac, juillet 2015 (243 pages).
- Tülku Tsullo, Le Manuel de la Transparution immédiate, Paris, Les Éditions du Cerf, 2016  (ISBN 9782204111874)[3].

### Articles
- « La réalité de la totalité dans l’idéalisme bouddhique, selon la perspective du Gaṇḍavyūha-sūtra », in Cahiers de l’Herne, n° 63, Nirvāṇa, dir. Fr. Chenet, Paris, 1993.
- « Ce qui fait le fil conducteur de l’ipséité selon le bouddhisme tardif », première version, in Papiers du Collège International de Philosophie, n° 33, Paris, 1996.
- « La psychologie et la noétique spéculatives du bouddhisme tardif (essai sur l’âme et l’Intelligence dans la pensée de Klong-chen rab-’byams) » in Papiers du Collège International de Philosophie, n° 33, Paris, 1996.
- « Introduction à la lecture des textes philosophiques en langue tibétaine : le Traité de la distinction des vues de Go-rams-pa bSod-nams seng-ge, première partie », in Papiers du Collège International de Philosophie, n° 33, Paris, 1996.
- « L’auto-production circulaire de l’esprit, première partie : une lecture du premier chapitre du Trésor de la science logique de Sa-skya paṇḍita (Tibet, 1182-1251) », in Papiers du Collège International de Philosophie, n° 40, Paris, 1997.
- « Introduction à la lecture des textes philosophiques en langue tibétaine : le Traité de la distinction des vues de Go-rams-pa bSod-nams seng-ge, deuxième partie », in Papiers du Collège International de Philosophie, n° 40, Paris, 1997.
- « Formes du discours et formation de l’esprit : pratiques dialogiques et controverses dans la pensée tibétaine », in Papiers du Collège International de Philosophie, n° 40, Paris, 1997.
- « Le Commentaire de ’Ju Mi-pham au Dharma-dharmatā-vibhāga » in Papiers du Collège International de Philosophie, n° 46, Paris, 1998.
- « Du lieu de nulle chose au banquet sans fin », in Papiers du C.I.Ph., n° 46, Paris, 1998.
- « L’auto-production de l’esprit II », in Papiers du Collège International de Philosophie, n° 46, Paris, 1998.
- « Suite de la lecture du lTa-ba’i shan-’byed de Go-rams-pa », in Papiers du Collège International de Philosophie, n° 46, Paris, 1998.
- « Actualité de l’ontologie bouddhique », in Dalhousie French Studies, vol. 46, printemps 1999 : Bouddhisme et critique de la modernité en francophonie, James White Brown et Raphaël Liogier (eds). Dalhousie, Canada, 1999.
- « Quelques pages du Trésor des écritures de Klong-chen rab-’byams », Annuaire de la Section des Sciences Religieuses de l’Ecole Pratique des Hautes Etudes, n° 108, Paris, 2000.
- « La Théorie bouddhique du néant » in Papiers du Collège International de Philosophie, n° 53, Paris, 2001.
- « Compte-rendu d’un exposé sur Le Mythe de commencement et de chute dans le rDzogs- chen » in Papiers du Collège International de Philosophie, n° 53, Paris, 2001.
- Contribution à un numéro du Hors-Série du Nouvel Observateur : n° 50, avril 2003, La Philosophie du bouddhisme ; article : « L’esprit est l'auteur de lui-même » et trois brefs profils de penseurs tibétains : Tsongkhapa, Sakya Paṇḍita, Longchenpa. Réédités par Scali / le Nouvel Observateur en un volume : La Philosophie du bouddhisme (Paris, 2008) où ses contributions se trouvent aux p. 161-170, 257-258 et 265. Le livre, qui n'avait pas été publié dans des conditions normales, a été retiré de la vente et pilonné peu après sa publication.
- « La co-production conditionnée selon le bouddhisme indien tardif et au Tibet », in Les Cahiers Bouddhiques, n°2, UBE, Paris, décembre 2005.
- « Labyrinthe de verre » (sur le caractère inabouti des rationalisations de la pratique dans le bouddhisme tardif), in Les Cahiers Bouddhiques, n° 3, UBE, Paris, février 2006.
- « Peut-on parler des Droits de l’Homme dans le bouddhisme ? », in Le Bouddhisme et ses normes, Raphaël Liogier (éd.), Presses Universitaires de Strasbourg, novembre 2006 (pp. 133- 152).
- « mNyam med Shes rab rgyal mtshan et la scolastique Bon au tournant du XIVe et du XVe siècles : présentation de la Prodigieuse lampe des terres et des voies », in Acta Orientalia, n° 67, pp. 243-323 (2006).
- Contribution à un numéro de Philosophie Magazine : n° 7 (mars 2007), « Les étapes de l’Eveil » (p. 64-67) ; présentation du cahier central contenant deux sermons du Bouddha ; petit lexique des principaux termes de la philosophie bouddhique.
- Articles « Asaṅga et Vasubandhu » (p. 51 - 53), « Bouddhisme » (p. 85 - 86) « Nāgārjuna » (p. 393 - 394) et « Tibet (philosophie au —) » (pp. 583 - 584) dans le Dictionnaire de philosophie, publié sous la direction de Jean-Pierre Zarader aux éditions Ellipses, Paris, Mai 2007.
- «“Connaissance par corps” et “notions communes”. Quelques remarques inspirées de Bourdieu, Spinoza et Deleuze pour éclaircir ce que c’est que comprendre une société étrangère dans laquelle on se trouve immergé », Socio-anthropologie, n° 20 (1er semestre 2007, Brigitte Steinmann, éd.) : Petits objets, grands enjeux, ou le terrain comme attente de l’ethnologue, pp. 39-62.
- « Bouddhisme et politique : quelques éléments de réflexion », in Les Cahiers Bouddhiques, n° 5, UBE, Paris, décembre 2007 (p. 47 - 68).
- « Lectures de textes philosophies en langue tibétaine », compte-rendu de la conférence tenue en 2006 - 2007 à la Cinquième Section de l’EPHE, Annuaire de la Section des Sciences Religieuses de l’Ecole Pratique des Hautes Etudes, Tome 115, Paris, 2008 (p. 37-38).
- Contribution à un numéro de Philosophie Magazine : n° 20 (juin 2008), dans un dossier sur Schopenhauer [petite note sur « Schopenhauer aujourd’hui »].
- « Nature and Culture in Tibetan Buddhism », in Nature, Culture, and Religion at the crossroads of Asia, dirigé par Marie Lecomte-Tilouine et E. Béteille (Social Science Press, Delhi, août 2010).
- « Le bouddhisme contempteur des vains plaisirs : “lécher du miel sur le tranchant d’un sabre” », in Phénoménologie des sentiments corporels : Tome 3, Joie Jouissance Ivresse, volume dirigé par Pierre Carrique (Le Cercle Herméneutique Editeur, collection « phéno »), 15 octobre 2010.
- « mNyam med Shes rab rgyal mtshan on the Special Features of the Bon Monastic Discipline »,  East & West (IsIAO, vol. 59, n° 1-4,  dirigé par Samten G. Karmay et Donatella Rossi, daté de « décembre 2009 »), Rome, oct. 2010.
- Article « Bouddhisme » (pp. 40 - 42) in Dictionnaire de culture générale — classes préparatoires économiques et commerciales — Sciences Po Paris — Concours administratifs, sous la direction de Francis Foreaux (I.P.R.), collection Cap Prépa, Pearson Education France, Paris, 2010.
- Contribution à un numéro du Hors-Série du Nouvel Observateur : n° 71 (janvier-février 2009), Comprendre les pensées de l’Orient, article « L’Appel aux ancêtres » [sur la religion bön, le sentiment national tibétain et sa manipulation par le Parti Communiste Chinois]. Cet article a été repris dans une réédition de ce numéro du Hors-série sous forme de livre : La pensée asiatique, Claude Weill éd., Editions du CNRS (avril 2010). Le titre y a été curieusement changé en : “Bön contre Bouddha : une manipulation chinoise”.
- Contribution à un numéro hors-série du Point (février 2012) : L’esprit de l’Inde : quatre extraits de textes canoniques du bouddhisme choisis et commentés (8 p.).